# Vidni spekter
Vidni spekter (ali optični spekter) je del elektromagnetnega spektra, ki ga vidi človeško oko. Elektromagnetno sevanje v tem razponu valovnih dolžin se imenuje vidna svetloba ali pa preprosto svetloba. V zraku se tipično človeško oko odziva na valovne dolžine približno 380 do 750 nm. Ustrezne valovne dolžine se v vodi in drugih snoveh zmanjšajo s faktorjem lomnega količnika. V smislu frekvence, vidni spekter ustreza pasu v območju 400-790 terahertzev. Svetlobi vajeno oko je, v splošnem, najbolj občutljivo pri približno 555 nm (540 THz), kar ustreza zelenemu delu vidnega spektra. Spekter pa ne vsebuje vseh barv katere lahko človeški možgani in oko razlikujejo. Na primer nenasiče barve, kot je rožnata, in vijolične barve, kot je škrlatna, niso prisotne, saj so možne le s kombinacijo več valovnih dolžin.
Valovne dolžine, katere oko zazna, potujejo tudi skozi »optična okna«, območje elektromagnetnega spektra, ki potuje skozi Zemljino ozračje skoraj nedušeno (kljub temu se modra svetloba bolj sipa kot rdeča svetloba - razlog zakaj se nebo vidi modro). Čeprav je odziv človeškega očesa opredeljen s subjektivnim preskušanjem, so ozračna okna opredeljena s fizikalnimi meritvami. »Vidno okno« se tako imenuje, ker sovpada s človeku vidnem delu spektra; bližnje infrardeče okno leži tik izven okna človeškega odziva, srednje in dolge valovne dolžine IR pa so, na primer, mnogo dlje.
Oči mnogih drugih živih vrst dojemajo različne druge valovne dolžine kot svoj vidni spekter. Za primer, mnoge žuželke, kot so čebele, vidijo svetlobo v ultravijoličnem spektru, kar je recimo koristno za iskanje cvetnega nektarja. Iz tega razloga, rastlinske vrste, katerih življenjski cikli so vezani na opraševanje žuželk, lahko dolgujejo svoj reprodukcijski uspeh svojemu izgledu v ultravijolični svetlobi, in ne temu, kako barvite jih naše oči dojemajo. Za ptice naj bi prav tako veljalo, da vidijo ultravijolični spekter (300-400 nm). Nenavadno je, da se nekatere vrste ptic med spoloma ločijo le po oznakah perja, katere so vidne le v ultravijoličnem spektru.

## Zgodovina
Prvi dve razlagi vidnega spektra sta napisala Newton, v knjigi Optika (Opticks), in Goethe, v Teoriji barv. Kljub temu, je prva opažanja, v kozarcu vode, zabeležil Roger Bacon, kar štiri stoletja preden je Newton odkril, da je s pomočjo prizme možno razstaviti in nazaj sestaviti belo svetlobo. Newton je leta 1671 prvič v tiskani obliki uporabil besedo »spectrum« (latinsko videz/prikaz), ko je opisoval svoje poizkuse na področju optike. Ob usmerjanju ozkega snopa sončne svetlobe skozi prizmo, je opazil da se večina svetlobe odbije, del pa potuje skozi steklo, pri tem pa se na drugi strani pojavi več barvnih pasov. Njegova domneva je temeljila na predpostavki, da svetlobo tvorijo delci različnih barv ter da se delci različnih barv gibljejo skozi prosojno telo z različnimi hitrostmi; rdeči delci naj bi hitreje potovali skozi steklo kot pa vijolični. Kot rezultat je vklon rdeče svetlobe manjši kot vklon vijolične, ko potujejo skozi prizmo. Tako nastanejo barvni pasovi.
Newton je spekter razdelil na sedem osnovnih barv: rdeča, oranžna, rumena, zelena, modra, indigo, vijolična. Izbral jih je natanko sedem zaradi starodavnega grškega prepričanja, da obstajajo povezave med barvami, glasbenimi notami, znanimi nebesnimi telesi Osončja in dnevi v tednu.. Človeško oko je relativno neobčutljivo na frekvence ustrezne »indigo« barvi, in tudi mnogi ljudje z nadpovprečnim vidom pogosto težko ločijo indigo od modre in vijolične. S tem razlogom so mnogi komentatorji, med njimi Asimov, predlagali, naj se indigo ne obravnava kot samostojna barva, temveč zgolj kot odtenek modre ali vijolične.
Goethe je ugovarjal, da je zvezni spekter sestavljen pojav. Ko je Newton opazoval ozek snop svetlobe, da je lahko razločil pojav, je Goethe uporabljal širšo zaslonko (širši snop). Tako je opazil, da ni dobil spektra barv, temveč zgolj rdeče-rumene in turkizno-modre robove z belo med njimi. Do pojava spektra je prišlo le v primerih, ko so robovi prišli dovolj skupaj, da so se lahko prekrivali.
Vsa svetloba potuje v vakumu s konstantno hitrostjo, hitrostjo svetlobe. Ko svetloba potuje skozi neko snov, je njena hitrost manjša kot v vakumu. Razmerje med tema hitrostima imenujemo lomni količnik snovi. Zaradi tega količnika (torej hitrosti) je valovanje v snovi odvisno od frekvence. Zaradi tega se sestavljene svetlobe, kot je bela, ukrivijo na stikih snovi z različnimi lomnimi količniki. Tako voda kot steklo lahko nazorno prikažeta disperzijo; bela svetloba se skozi prizmo razprši v vidni spekter, mavrica pa je idealni naravni prikaz loma vidnega spektra.

## Spektralne barve
| sRGB upodobitev vidnega spektra barv | sRGB upodobitev vidnega spektra barv |
| ------------------------------------ | ------------------------------------ |
| barva                                | valovna dolžina                      |
| vijolična                            | 380–450 nm                           |
| modra                                | 450–495 nm                           |
| zelena                               | 495–570 nm                           |
| rumena                               | 570–590 nm                           |
| oranžna                              | 590–620 nm                           |
| rdeča                                | 620–750 nm                           |

Barve, katere tvori vidna svetloba ene valovne dolžine (monokromatska svetloba), imenujemo spektralne barve. Kljub temu, da je vidni spekter zvezen in zato ni očitnih meja med eno in drugo barvo, lahko pasovi služijo kot približek.

## Spektroskopija
Vejo znanosti, ki raziskuje predmete na temelju spektra svetlobe katerega predmeti oddajajo, imenujemo spektroskopija. Uporaba spektroskopije je zlasti pomembna v astronomiji, kjer je ključna pri analizi lastnosti oddaljenih teles. Pri astronomski spektroskopiji je značilno izkoriščanje visoko-razpršenih difrakcijskih rešetk, s katerimi se opazuje spektre na zelo visoki spektralni ločljivosti. Helij je bil prvič odkrit s pomočjo analize oddanega spektra Sonca; kemične elemente v astronomskih telesih se lahko razloči preko emisijskih vodov in absorpcijskih črt; spektralne črte se spreminjajo iz dneva v dan in z merjenjem odklona rdečega in/ali modrega pasu se lahko opazuje oddaljena ali hitro premikajoča telesa. Prvi eksoplanet je bil odkrit z analizo Dopplerjevega premika zvezd pri tako visoki ločljivosti, da se bile zazne razlike v njihovih radialnih hitrostih zgolj nekaj metrov na sekundo: prisotnost planetov je bila pokazana z njihovim gravitacijskim vplivom na opazovane zvezde, kjer je planetova gravitacija vplivala na njihove poti gibanja.